# بريلسه مير
بريلسه مير("بحيرة بريله") هي بحيرة طويلة ضيقة بين جزر المصب الهولندية من Voorne-Putten وروزنبرخ في بمقاطعة جنوب هولندا.

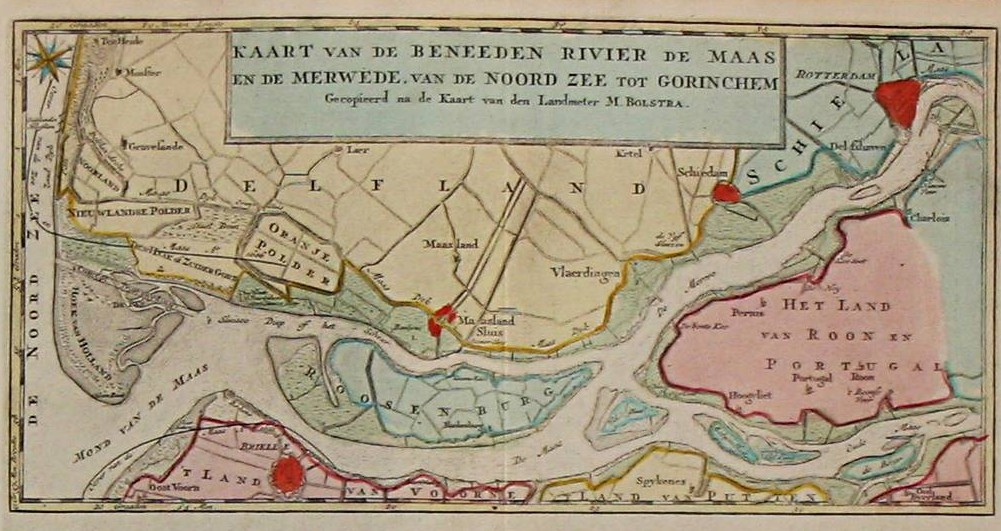
مصب ماسموند في 1769

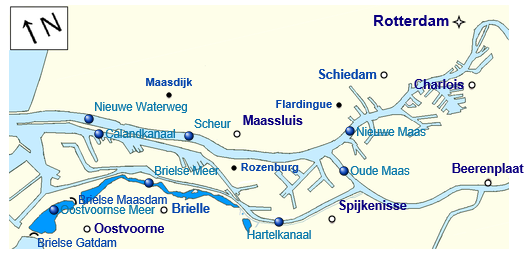
نفس المنطقة اليوم، بريلسه مير بالأزرق الداكن